# Division I i bandy 1957
Division I i bandy 1957 var Sveriges högsta division i bandy säsongen 1957.  Södergruppsvinnarna Örebro SK lyckades vinna svenska mästerskapet efter seger med 2-1 mot norrgruppsvinnarna Hammarby IF i finalmatchen på Stockholms stadion den 17 februari 1957.

## Upplägg
Gruppvinnarna i de två geografiskt indelade åttalagsgrupperna möttes i final.

## Förlopp
- Den 6 januari 1957 vann AIK med 5-2 mot Lesjöfors IF på Stockholms stadion i en match där vaktmästaren aktiverade ljusanläggningen då en kvart återstod att spela, och skymningen började falla, sex år före första officiella elljusmatchen i Division I. Ljusanläggningen hade tidigare använts vid fotboll (ej Division I) och friidrott.[2]
- Skytteligan vanns av Sven-Erik Broberg, IF Göta med 13 fullträffar.[3]
- Västerås SK, Tranås BoIS, Västanfors IF och Bollnäs GoIF/BF föll ur Division I. Detta ansågs ge dåliga konsekvenser, bland annat med tanke på att Västerås SK spelade på Rocklunda IP som då var Sveriges enda konstfrusna bandyplan, så efter säsongen beslutade Svenska Bandyförbundet att utöka Division I från 2 x 8 till 2 x 10 lag.
- SM-finalen var den första att sändas i TV.[4]

## Seriespelet

### Division I norra
| Nr | Lag           | S | V | O | F | +/-     | P  |
| -- | ------------- | - | - | - | - | ------- | -- |
| 1  | Hammarby IF   | 7 | 5 | 1 | 1 | 27 - 14 | 11 |
| 2  | Edsbyns IF    | 7 | 5 | 1 | 1 | 20 - 13 | 11 |
| 3  | Skutskärs IF  | 7 | 4 | 2 | 1 | 22 - 13 | 10 |
| 4  | Ljusdals BK   | 7 | 2 | 2 | 3 | 18 - 17 | 6  |
| 5  | Falu BS       | 7 | 2 | 2 | 3 | 13 - 14 | 6  |
| 6  | IFK Stockholm | 7 | 3 | 0 | 4 | 12 - 23 | 6  |
| 7  | Västanfors IF | 7 | 1 | 1 | 5 | 20 - 29 | 3  |
| 8  | Bollnäs GIF   | 7 | 1 | 1 | 5 | 13 - 22 | 3  |

### Division I södra
| Nr | Lag             | S | V | O | F | +/-     | P  |
| -- | --------------- | - | - | - | - | ------- | -- |
| 1  | Örebro SK       | 7 | 5 | 1 | 1 | 25 - 10 | 11 |
| 2  | Lesjöfors IF    | 7 | 4 | 2 | 1 | 31 - 20 | 10 |
| 3  | IF Göta         | 7 | 4 | 1 | 2 | 27 - 18 | 9  |
| 4  | AIK             | 7 | 2 | 2 | 3 | 13 - 20 | 6  |
| 5  | Nässjö IF       | 7 | 2 | 1 | 4 | 20 - 21 | 5  |
| 6  | Hälleforsnäs IF | 7 | 2 | 1 | 4 | 18 - 22 | 5  |
| 7  | Västerås SK     | 7 | 2 | 1 | 4 | 19 - 27 | 5  |
| 8  | Tranås BoIS     | 7 | 2 | 1 | 4 | 14 - 29 | 5  |

## Svenska mästerskapet 1957

### Match om tredje pris
- 17 februari 1957: Edsbyns IF-Lesjöfors IF 5-4

### Final
- 17 februari 1957: Örebro SK-Hammarby IF 2-1 (Stockholms stadion)

## Svenska mästarna
Mall:Örebro SK Bandy 1957